# ماتیاس فریدمان
ماتیاس فریدمان (انگلیسی: Matthias Friedemann؛ زادهٔ ۱۷ اوت ۱۹۸۴ ‏(۴۰ سال)) دوچرخه‌سوار اهل آلمان است.
از باشگاه‌هایی که در آن بازی کرده‌است می‌توان به چمپیون سیستم اشاره کرد.